# Casona del Molí de la Reixa

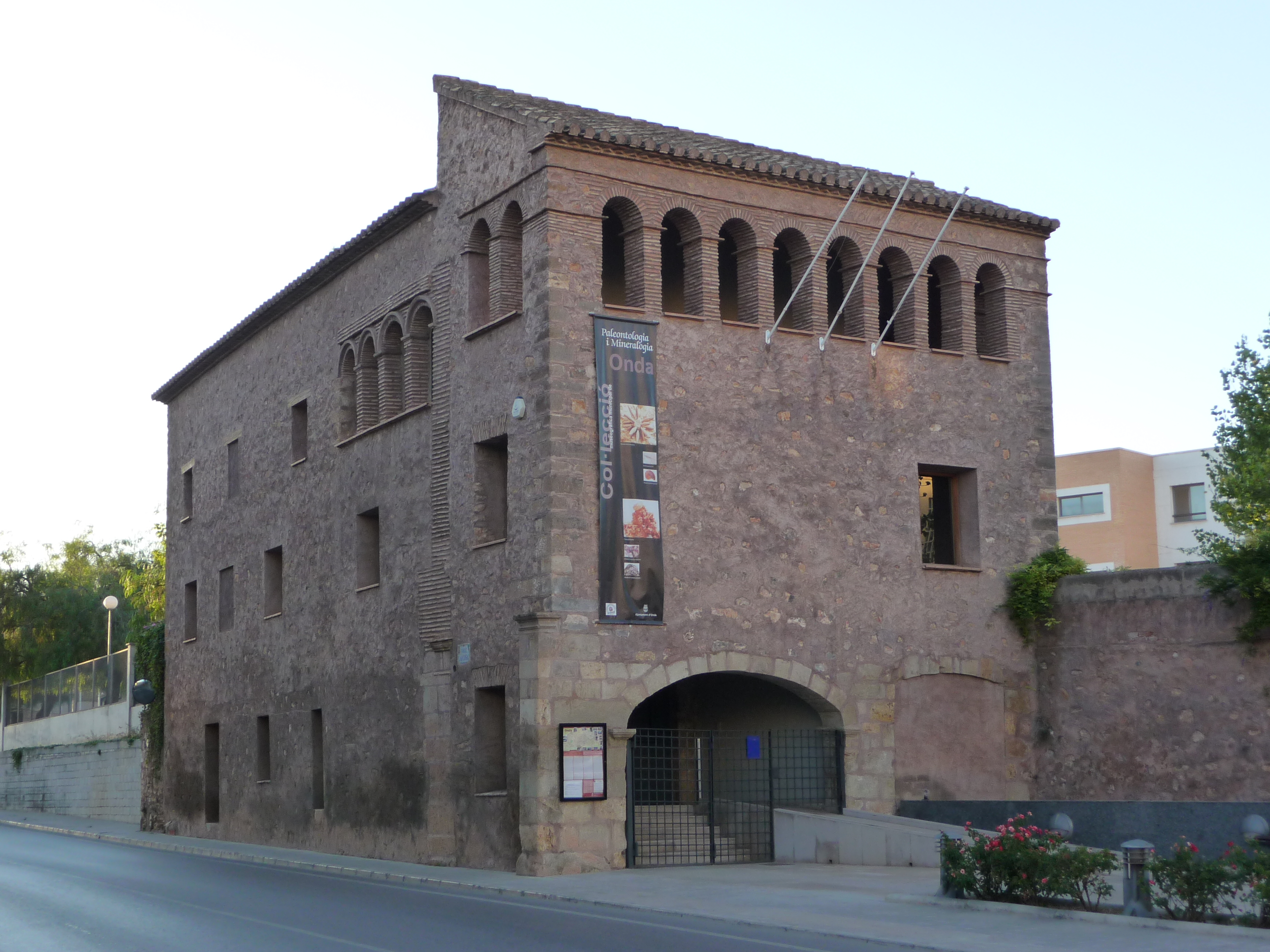
Vista exterior del antiguo molino

La casona del Molí de la Reixa situada en la calle de la Cosa n.º 2 de la localidad de Onda (Provincia de Castellón, España) es una edificación industrial del siglo XVII destinada a molino.

## Descripción
Se trata de un edificio exento de tres plantas, emplazado en las afueras de la población. Se distinguen tres volúmenes que constituyen el edificio: 
- Un primer cuerpo a dos aguas, el más primitivo.
- Un cuerpo a una vertiente, tal vez del siglo XVIII.
- Una nave anexa a dos aguas, moderna y sin interés

La construcción presenta originales características tipológicas de los edificios industriales de la época de los que es exponente único por su volumen e importancia. Su planta trapecial apoya uno de sus lados en la acequia, siendo su estructura de muros de carga de mampostería y arcos de sillería perpendiculares a dicho lado. 
Los forjados son de viguetas de madera y revoltón. A destacar la amplitud de los arcos (carpaneles o rebajados) que llegan a los 5,43 m de luz. El empleo del ladrillo se ha restringido a las jambas de los huecos y las arquerías de la tercera planta. Estas son sendas sucesiones de arcos de medio punto, de configuración típica de las edificaciones civiles valencianas de los siglos XVII-XVIII. Los sillares solo aparecen en los arcos y esquinas, siendo de pequeño tamaño. El interior se encuentra en bastante deteriorado. 
Las fachadas vienen caracterizadas por las arquerías de los cuerpos altos y tramo más próximo del bajo, siendo el resto muros muy macizos, con escasos e irregularmente distribuidos huecos. No quedan vestigios del revestimiento exterior. 
La nave anterior adosada impide la contemplación del conjunto, siendo el elemento perturbador más fuerte.
Cabe destacar que la fuerza utilizada para mover las piedras del molino provenía de la acequia que discurre por el lado norte del edificio (y todavía lleva agua), que era vertida en una balsa, conociéndose este conjunto como Font de la Força. El agua de esta acequia proviene de la Bassa de la Vila. 